# Legendary Sportscars
Legendary Sportscars war ein britischer Hersteller von Automobilen.

## Unternehmensgeschichte
Die Brüder Phil und Tim Marsh gründeten 1994 das Unternehmen in Ashbourne in der Grafschaft Derbyshire. Sie begannen mit der Produktion von Automobilen und Kits. Der Markenname lautete Legendary. 1998 übernahm John Andrew das Unternehmen und verlegte den Sitz nach Manchester. Der Markenname blieb unverändert. Eine Quelle gibt zusätzlich die Firmierung Spring Vale Motor Services an. 2001 endete die Produktion. Insgesamt entstanden etwa fünf Exemplare.

## Fahrzeuge
Das einzige Modell war der 427. Dies war die Nachbildung des AC Cobra. Die Basis bildete ein Fahrgestell aus Stahlrohren. Ein V8-Motor von Ford mit 5000 cm³ Hubraum trieb das Fahrzeug an.